# John Philip Sousa
John Philip Sousa (Washington DC, 6 de novembre de 1854 - Reading, Pennsilvània 6 de març de 1932) fou un compositor i director d'orquestra estatunidenc, conegut principalment per les seves marxes militars.

## Biografia
De pares portuguesos nacionalitzats nord-americans, el tercer dels deu fills de João António de Sousa (John Anthony Sousa) (22 de setembre de 1824 - 27 d'abril de 1892), que va néixer a Espanya de pares portuguesos, i de la seva dona Maria Elisabeth Trinkhaus (20 de maig de 1826 - 25 d'agost, 1908), que era natural de Baviera. Sousa aparegué per primera vegada en públic als onze anys com a solista de violí, i als quinze com a professor d'harmonia. El 1876 era un dels primers violins de l'orquestra Offenbach en la visita que aquesta feu a Amèrica; més tard fou director d'orquestra de diversos teatres.
De 1880 a 1892 fou mestre de capella del cos de música nacional americà i dels presidents Rutherford Birchard Hayes, James Abram Garfield, Chester Alan Arthur, Stephen Grover Cleveland i William Henry Harrison.
L'1 de juliol de 1892 dimití per fundar l'Associació de Música de Cambra, la qual fins a l'1 de novembre de 1906 havia fet 28 tournées de mig any, pels Estats Units i visitant quatre vegades Europa. Feu viatges per Canadà, França, Bèlgica, Països Baixos, Rússia, Dinamarca, Gran Bretanya i Austràlia.
Sousa fou membre de diverses lògies maçòniques, de la societat Sons of Veterans i de la National Geographical Society.

## Director viatger
De 1910 a 1911 feu un viatge al voltant del món des de Nova York visitant els països següents: Anglaterra, Escòcia, Irlanda, Canàries, Àfrica del Sud, Tasmània, Austràlia, Nova Zelanda, Illes Fiji, Honolulu i el Canadà.
A principis dels anys 20, el flautista Ernst Liegl va fer una gira amb la Sousa Band, sovint tocant en dues ciutats al dia. "Ens aixecaríem a les 4", deien, "per agafar un tren, tocar, després empaquetar i anar a tocar un concert a la ciutat següent. I a Sousa li va encantar".

## Obres
Sousa va compondre més de 200 peces de música. S'especialitzà en les marxes, sent molt conegut per les titulades:

### Marxes
- The Washington Post
- Liberty Bell
- Manhattan Beach
- High School Cadets
- Semper fidelis
- The Gladiator
- The Stars and Stripes for ever
- The invincible Eagle
- Hail to the Spirit of Liberty
- Hands acrossss the Sea
- The Charlatan
- The Bride elect
- El Capitán
- King Cotton
- Imperial Edward
- Jack Tas
- The Diplomat
- The Free Lance

Va compondre així mateix algunes suites, per exemple:
- Three Quotations
- Looking upward
- At the King's Court
- Last Day of Pompeii
- Sheridan's Ride

Se li deuen, a més, el poema simfònic Chariot Race

### Òperes
- The Smugglers
- Desiree
- The Queen of Hearts
- El Capitán
- The Bride elect
- The Charlatan
- Cris and the wonderful Lamp
- The Free Lance

### Altres
Finalment, Sousa fou l'autor dels contes The Fifth String i Pipetounn Sandy.